# Fantasy (M83)
Fantasy è il nono album in studio del gruppo musicale francese M83, pubblicato nel 2023.

## Tracce
1. Water Deep – 3:11
2. Oceans Niagara – 4:31
3. Amnesia – 4:03
4. Us and the Rest – 5:31
5. Earth to Sea – 6:40
6. Radar, Far, Gone – 4:05
7. Deceiver – 6:29
8. Fantasy – 4:34
9. Laura – 4:08
10. Sunny Boy – 6:04
11. Kool Nuit (featuring Kaela) – 7:56
12. Sunny Boy Part 2 – 1:59
13. Dismemberment Bureau – 7:05